# Gaio Celio Caldo
Gaio Celio Caldo (in latino Caius Coelius Caldus; fl. 107 a.C.-83 a.C.) è stato un politico romano, console nel 94 a.C.
Contemporaneo di Lucio Licinio Crasso, il maggiore oratore dell'epoca, Caldo fu il primo membro della sua gens a raggiungere posizioni di prestigio (homo novus). Fu un importante oratore, anche se non rimane traccia di nessuna delle sue orazioni. Cicerone a tal proposito ne da un giudizio esemplare di uomo fattosi da sé, accostandolo alle figure di Gaio Fimbria e Mario.

## Biografia
Dopo aver invano tentato di diventare questore (pur essendo "un giovane uomo illustre e ammirevole" scrive Cicerone), nel 107 a.C. fu eletto tribuno della plebe. Il suo tribunato viene ricordato per la lex tabellaria, diretta contro il legato Gaio Popilio Lenate, che imponeva nelle corti di giustizia l'uso di schede (tabellae) in casi di alto tradimento (perduellio). Cicerone riferisce che Caldo per il resto della sua vita si pentì di aver proposto questa legge, perché era stata mal applicata e non aveva fatto il bene della Repubblica.
Dopo aver ricoperto la pretura nel 100 o nel 99 a.C., fu eletto console con Lucio Domizio Enobarbo; Caldo riuscì a prevalere, nonostante fosse un homo novus e vi fossero altri candidati con appoggi molto più potenti.
Dopo il consolato, fu probabilmente proconsole nella Spagna Citeriore, come si evince da alcune monete della gens Coelia, che portano il suo nome con la parola HIS (pania) e la figura di un cinghiale (che alluderebbe ai suoi successi in Gallia); secondo Joseph Hilarius Eckhel questo simbolo lo assocerebbe alla città di Clunia.
Nell'83 a.C., durante la guerra civile tra Mario e Silla, Caldo appoggiò con forza il primo; con Carrina e con Decimo Giunio Bruto (figlio di Galleco) cercò di impedire che le legioni di Pompeo potessero portare aiuto a Silla. Ma i tre non operarono in maniera coordinata, per cui quando Pompeo attaccò Bruto, le cui truppe si sbandarono, il piano di Caldo fu vanificato.

## Ritratti monetali
Tra le coniazioni di un discendente di Caldo, un certo Lucio settenviro epulone e di un nipote omonimo, troviamo tracce di uno dei migliori ritratti romani della serie repubblicana prima di Cesare.
I tipi di Caio Celio in particolare, si ispiravano a un ritratto dell'inizio del I secolo a.C., forse presente nel larario della casa di Celio, ma di cui non è rimasta traccia. La scultura perduta è stata dall'archeologo danese Frederik Poulsen ricondotta ad influenze del tardo ellenismo (soprattutto nei capelli), dominante nella scultura romana all'inizio del I secolo, sia pure con riflessi di quella latina. La particolare caratterizzazione dell'opera suggerisce che il ritratto fu elaborato poco dopo la morte di Caldo.
Il ritratto, come ci appare sunteggiato nei rilievi monetali, doveva mostrare il volto di un uomo magro, con le linee del volto marcate, dalle gote leggermente scavate, con gli occhi grandi infossati e la bocca dischiusa (quest'ultimo tratto sarebbe contrario allo stile veristico complessivo dell'opera).